# PNU-120,596
PNU-120,596 je lek koji deluje kao potentan i selektivan pozitivni alosterni modulator za α7 podtip neuronskih nikotinskih acetilholinskih receptora. On se koristi u naučnim istraživanjima za izučavanje holinergične regulacije oslobađanja dopamina i glutamata u mozgu.